# Knipemyst
Knipemyst är en sjö i Kungsbacka kommun i Halland och ingår i Kungsbackaån-Göta älvs kustområde. Knipemyst ligger i Sandsjöbacka Natura 2000-område. Sjön är 1,6 meter djup, har en yta på 0,03 kvadratkilometer och är belägen 40 meter över havet.